# كول أوف ديوتي: سترايك تيم
كول أوف ديوتي: سترايك تيم (بالإنجليزية: Call of Duty: Strike Team) هي لعبة فيديو من نوع تصويب منظور الشخص الأول طورت من قبل إنفنتي وورد مع دعم من ريفن سوفتوير ونيفرسوفت ونشرت بواسطة أكتيفجن.

## عن اللعبة
أطلقت شركة أكتفجين عنوان جديد من لعبة نداء الواجب الشهيرة، لعبة Call Of Duty: Strike Team حصرياً لنظام iOS واندرويد اللعبة تدور أحداثها في الولايات المتحدة عام 2020 حيث بعد هجوم مفاجئ تدخل الولايات المتحدة في حرب ضارية مع عدو غير معروف.. !
اللعبة تتمتع بمنظورين من أسلوب اللعب، حيث يمكنك التحول بين منظور الشخص الأول ومنظور الشخص الثالث وهذه الخاصية ستسمح لك بالتحكم بمجموعة الجيش الخاص بك. وهنالك ايضاً نمطين من اللعبة، النمط الأول (single-player campaign-المغامرة الفردية), والنمط الثاني (Survival mode-لعبة البقاء) والذي ستقوم فيها بمحاربة مجموعات من الأعداء تتزايد مع صعوبة المرحلة.